# Chris Murphy

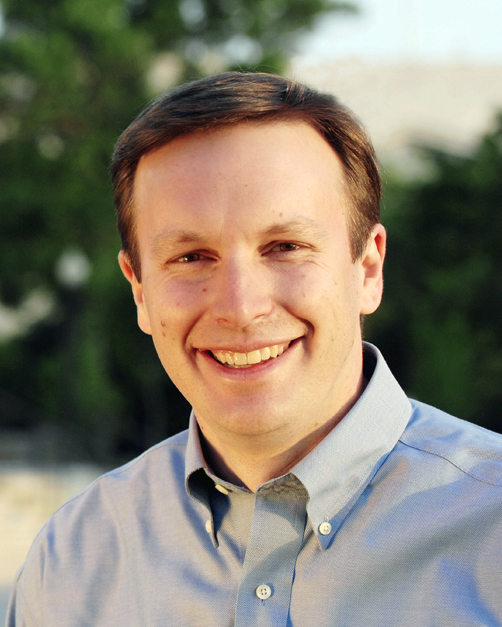
Chris Murphy em abril de 2011.

Christopher Scott Murphy, mais conhecido como Chris Murphy (White Plains, 3 de agosto de 1973), é um político norte-americano filiado ao Partido Democrata. É o senador júnior do estado de Connecticut desde 3 de janeiro de 2013. Entre 2007 a 2013, representou o quinto distrito congressional de Connecticut na Câmara dos Representantes dos Estados Unidos. Entre 1999 a 2003, foi membro da Câmara Estadual de Representantes e foi senador estadual entre 2003 a 2007.
Após o senador independente Joe Lieberman decidir se aposentar, Murphy anunciou sua candidatura ao Senado dos Estados Unidos na eleição de 2012. Ele derrotou a ex-secretária de Estado do Connecticut Susan Bysiewicz nas primárias democratas, e, posteriormente, derrotou a candidata republicana Linda McMahon na eleição geral.